# Іван Грдлічка
Іван Грдлічка (словац. Ivan Hrdlička, 20 листопада 1943, Братислава) — чехословацький футболіст (півзахисник), згодом — чехословацький і словацький футбольний тренер.

## Клубна кар'єра
Іван Грдлічка народився у Братиславі. Розпочав виступи на футбольних полях у складі команди найвищої чехословацької ліги «Слован» із свого рідного міста в 1962 році. Грдлічка швидко став одним із гравців основного складу команди, а за кілька років став основним гравцем середньої лінії команди та її диспетчером. Протягом 8 років футболіст виступав за братиславський клуб, у складі якого став чемпіоном Чехословаччини у сезоні 1969—1970 років, чотири рази ставав срібним призером першості, та двічі був володарем Кубку Чехословаччини. Протягом 1971 Іван Грдлічка грав у складі празької «Дукли». У 1972 році на короткий час повернувся до складу «Слована», де ще раз став срібним призером першості Чехословаччини. З 1972 до 1975 року грав у складі команди «Збройовка» з Брно, де також став одним із гравців основни команди. У 1975—1976 роках грав у складі братиславської команди «СКС», у якій закінчив виступи на футбольних полях. Усього футболіст зіграв у вищій чехословацькій лізі309 матчів, у яких відзначився 40 забитими м'ячами.

## Виступи за збірну
У 1964 році Іван Грдлічка дебютував у складі збірну Чехословаччини. У складі команди він брав участь у чемпіонаті світу 1970 року. Виступав у складі збірної до 1971 року, зіграв у її складі 17 матчів, відзначившись 2 забитими м'ячами.

## Тренерська кар'єра
Після закінчення виступів на футбольних полях Іван Грдлічка у 1978 році був головним тренером свого рідного клубу «Слован» (Братислава). У 1985—1986 роках він був головним тренером іншого свого клубу «Збройовка». Кілька років Іван Грдлічка входив до тренерського штабу збірної Чехословаччини, а також нетривалий час тренував нижчоліговий словацький клуб «Інтер» (Дубравка).

## Досягнення
- Чемпіон Чехословаччини: 1969–1970
- Володар Кубка Чехословаччини: 1963, 1968